# Monica Calhoun
Monica Calhoun (* 29. Juli 1971 in Atlanta, Georgia) ist eine US-amerikanische Schauspielerin.

## Leben und Leistungen
Die Schauspielerin debütierte an der Seite von Kathleen Quinlan im Fernsehdrama Children of the Night aus dem Jahr 1985. In der Komödie Out of Rosenheim (1987) spielte sie an der Seite von Marianne Sägebrecht, CCH Pounder und Jack Palance eine der größeren Rollen. In den Jahren 1989, 1992 und 1995 trat sie in der Fernsehsendung CBS Schoolbreak Special auf, wofür sie im Jahr 1993 für den Daytime Emmy Award nominiert wurde.
Ihre Rolle an der Seite von Taye Diggs, Nia Long und Morris Chestnut in der Komödie The Best Man – Hochzeit mit Hindernissen (1999) brachte Calhoun im Jahr 2000 eine Nominierung für den Image Award. Ihre Rolle im Thriller Tödliches Trio – Verführung zum Sex (2002) brachte ihr 2002 einen Preis des American Black Film Festivals und 2003 eine Nominierung für den Black Reel Award. Im Western Gang of Roses (2003) übernahm sie eine der Hauptrollen. Für die Rolle im Filmdrama Justice (2004) wurde sie 2005 erneut für den Black Reel Award nominiert.

## Filmografie (Auswahl)
- 1985: Children of the Night
- 1987: Out of Rosenheim
- 1992: Die Jacksons – Ein amerikanischer Traum (The Jacksons: An American Dream)
- 1993: Mein Vater – Mein Freund (Jack the Bear)
- 1993: Sister Act 2 – In göttlicher Mission (Sister Act 2: Back in the Habit)
- 1998: The Players Club
- 1998: Park Day
- 1999: The Best Man – Hochzeit mit Hindernissen (The Best Man)
- 2002: Civil Brand
- 2002: Tödliches Trio – Verführung zum Sex (Pandora's Box)
- 2003: Gang of Roses
- 2004: Justice
- 2005: The Salon
- 2005: Friends and Lovers
- 2013: Urlaub mit Hindernissen – The Best Man Holiday (The Best Man Holiday)